# Grand Prix automobile d'Espagne 1975
Résultats du Grand Prix d'Espagne 1975, couru sur le circuit de Montjuïc le 27 avril 1975.

## Classement
| Pos  | N° | Pilote             | Écurie          | Tours | Temps/Abandon      | Grille | Points |
| ---- | -- | ------------------ | --------------- | ----- | ------------------ | ------ | ------ |
| 1    | 2  | Jochen Mass        | McLaren-Ford    | 29    | 42 min 53 s 7      | 11     | 4,5    |
| 2    | 6  | Jacky Ickx         | Lotus-Ford      | 29    | + 1 s 1            | 16     | 3      |
| 3    | 7  | Carlos Reutemann   | Brabham-Ford    | 28    | + 1 tour           | 15     | 2      |
| 4    | 17 | Jean-Pierre Jarier | Shadow-Ford     | 28    | + 1 tour           | 10     | 1,5    |
| 5    | 9  | Vittorio Brambilla | March-Ford      | 28    | + 1 tour           | 5      | 1      |
| 6    | 10 | Lella Lombardi     | March-Ford      | 27    | + 2 tours          | 24     | 0,5    |
| 7    | 21 | Tony Brise         | Williams-Ford   | 27    | + 2 tours          | 18     |        |
| 8    | 18 | John Watson        | Surtees-Ford    | 26    | + 3 tours          | 6      |        |
| Nc.  | 11 | Clay Regazzoni     | Ferrari         | 25    | Non classé         | 2      |        |
| Abd. | 22 | Rolf Stommelen     | Lola-Ford       | 25    | Accident           | 9      |        |
| Abd. | 8  | Carlos Pace        | Brabham-Ford    | 25    | Accident           | 14     |        |
| Abd. | 16 | Tom Pryce          | Shadow-Ford     | 23    | Accident           | 8      |        |
| Abd. | 5  | Ronnie Peterson    | Lotus-Ford      | 23    | Suspension         | 12     |        |
| Abd. | 31 | Roelof Wunderink   | Ensign-Ford     | 20    | Transmission       | 19     |        |
| Nc.  | 23 | François Migault   | Lola-Ford       | 18    | Non classé         | 22     |        |
| Abd. | 27 | Mario Andretti     | Parnelli-Ford   | 16    | Suspension         | 4      |        |
| Abd. | 14 | Bob Evans          | BRM             | 7     | Alimentation       | 23     |        |
| Abd. | 24 | James Hunt         | Hesketh-Ford    | 6     | Accident           | 3      |        |
| Abd. | 3  | Jody Scheckter     | Tyrrell-Ford    | 3     | Moteur             | 13     |        |
| Abd. | 28 | Mark Donohue       | Penske-Ford     | 3     | Accident           | 17     |        |
| Abd. | 25 | Alan Jones         | Hesketh-Ford    | 3     | Accident           | 20     |        |
| Abd. | 4  | Patrick Depailler  | Tyrrell-Ford    | 1     | Accident           | 7      |        |
| Ret. | 30 | Wilson Fittipaldi  | Copersucar-Ford | 1     | Retrait volontaire | 21     |        |
| Ret. | 20 | Arturo Merzario    | Williams-Ford   | 1     | Retrait volontaire | 25     |        |
| Abd. | 12 | Niki Lauda         | Ferrari         | 0     | Accident           | 1      |        |
| Np.  | 1  | Emerson Fittipaldi | McLaren-Ford    | 0     | Non partant        | 26     |        |

- Légende : Abd.=Abandon

## Pole position et record du tour
- Pole position : Niki Lauda en 1 min 23 s 4 (vitesse moyenne : 163,640 km/h).
- Tour le plus rapide : Mario Andretti en 1 min 25 s 1 au 14e tour (vitesse moyenne : 160,371 km/h).

## Tours en tête
- James Hunt : 6 (1-6)
- Mario Andretti : 10 (7-16)
- Rolf Stommelen : 8 (17-21 / 23-25)
- Carlos Pace : 1 (22)
- Jochen Mass : 3 (26-27 / 29)
- Jacky Ickx : 1 (28)

## À noter
- 1re victoire pour Jochen Mass.
- 14e victoire pour McLaren en tant que constructeur.
- 82e victoire pour Ford Cosworth en tant que motoriste.
- Premier et unique meilleur tour en course pour Vel's Parnelli Jones Racing.
- Lella Lombardi devient la seule femme à avoir inscrit des points au championnat du monde de Formule 1 grâce à sa sixième place[1].
- La course est stoppée au 29e des 75 tours prévus à la suite de l'accident de Rolf Stommelen, qui provoque la mort de 5 spectateurs.
- À cause de l'interruption de la course, les points attribués aux 6 premiers du classement sont divisés par deux[1].